# 마라카낭의 비극
마라카낭의 비극(포르투갈어: Maracanaço 마라카나수[*], 스페인어: Maracanazo 마라카나소[*]) 또는 마라카낭 참사는 1950년 FIFA 월드컵의 최종 라운드의 마지막 경기이자 사실상 대회의 결승 경기로, 1950년 7월 16일 브라질 리우데자네이루의 마라카낭 경기장에서 열렸으며, 총 199,954명의 관중이 입장하여 기네스북에 등재되었다. 당시 최종 라운드에서 브라질은 스웨덴을 7 – 1, 스페인을 6 – 1로 각각 대승하고 조 1위를 달리고 있었으며, 우루과이는 스웨덴을 3 – 2로 신승하고 스페인과는 2 – 2로 비겨서 브라질에 비해 승점 1점이 부족한 상황이었다. 우루과이는 이 경기에서 반드시 승리가 필요하였으며, 브라질은 패배하지만 않는다면 우승을 확정지을 수 있었다.
경기가 시작되자 브라질의 파상공세로 우루과이는 계속 위기에 위기를 거듭하였다. 후반 2분에 프리아사에게 선제골을 내주며 우루과이의 패색은 짙어졌다. 그러나 우루과이는 후반 21분에 후안 알베르토 스키아피노가 동점골을 성공시킨 뒤 후반 34분에 알시데스 기지아가 역전골을 넣어 이 경기를 승리하여 우승을 거머쥐게 되었다.
한편, 이 경기는 2005년에 국제 축구 연맹이 선정한 FIFA 월드컵 11대 이변에 포함되었다.

## 양 팀의 결선 라운드 2경기까지의 결과
| 팀           | 경기 | 승 | 무 | 패 | 득 | 실 | 골득실 | 승점 |
| ------------ | ---- | -- | -- | -- | -- | -- | ------ | ---- |
| 브라질       | 3    | 2  | 1  | 0  | 8  | 2  | +6     | 5    |
| 유고슬라비아 | 3    | 2  | 0  | 1  | 7  | 3  | +4     | 4    |
| 스위스       | 3    | 1  | 1  | 1  | 4  | 6  | -2     | 3    |
| 멕시코       | 3    | 0  | 0  | 3  | 2  | 10 | −8     | 0    |

| 팀       | 경기 | 승   | 무   | 패   | 득   | 실   | 골득실 | 승점 |
| -------- | ---- | ---- | ---- | ---- | ---- | ---- | ------ | ---- |
| 우루과이 | 1    | 1    | 0    | 0    | 8    | 0    | +8     | 2    |
| 볼리비아 | 1    | 0    | 0    | 1    | 0    | 8    | −8     | 0    |
| 프랑스   | 기권 | 기권 | 기권 | 기권 | 기권 | 기권 | 기권   | 기권 |

## 배경
| 팀       | 승점 | 경기 | 승 | 무 | 패 | 득 | 실 | GAv   |
| -------- | ---- | ---- | -- | -- | -- | -- | -- | ----- |
| 브라질   | 4    | 2    | 2  | 0  | 0  | 13 | 2  | 6.500 |
| 우루과이 | 3    | 2    | 1  | 1  | 0  | 5  | 4  | 1.250 |
| 스페인   | 1    | 2    | 0  | 1  | 1  | 3  | 8  | 0.375 |
| 스웨덴   | 0    | 2    | 0  | 0  | 2  | 3  | 10 | 0.300 |

1950년 FIFA 월드컵은 특이하게 진행되었다. 이 대회는 흥행을 목적으로, 한 경기라도 더 치르게 하기 위해 모든 경기 일정을 리그전 형식(1라운드: 조별 리그, 2라운드: 결선 리그)으로 짜서 월드컵을 개최했다. 각 조에서 1위를 차지한 팀은 브라질, 우루과이, 스페인, 스웨덴으로 이루어져 결선 라운드를 치러 지게 되었다. 우루과이의 경우 같은 조에 편성된 터키와 스코틀랜드가 기권해서 프랑스를 초청했지만 프랑스마저 기권하는 바람에 볼리비아와의 한 경기만으로 조 1위를 차지했다.
브라질은 이 경기 전의 두 경기를 스웨덴과 스페인을 상대로 7-1과 6-1로 대승하며 마지막 경기만을 앞두고 있었다. 반면 우루과이는 스페인과의 첫 경기에서 비기고, 스웨덴과의 경기에서 84분에 터진 오스카 미구에스의 결승골로 역전승을 거두었다. 마지막 경기에서 스페인과 스웨덴은 브라질과 우루과이의 경기에 관계 없이 각각 3, 4위를 차지하게 되었고, 브라질은 앞서 차지한 승점으로 우루과이와 비기기만 해도 우승컵을 차지할 수 있었다.

## 경기 결과
| 우루과이                    | 2 – 1  | 브라질       |
| --------------------------- | ------ | ------------ |
| 스키아피노 66′ · 기지아 79′ | 리포트 | 프리아사 47′ |

| 우루과이 | 브라질 |

| 우루과이:          |  |                            |
|                    |  |                            |
| GK                 |  | 로케 마스폴리              |
| SW                 |  | 마티아스 곤살레스          |
| RB                 |  | 빅토르 로드리게스 안드라데 |
| CB                 |  | 에우세비오 테헤라          |
| LB                 |  | 슈베르트 감베타            |
| CM                 |  | 훌리오 페레스              |
| CM                 |  | 옵둘리오 바렐라 (주장)     |
| CM                 |  | 오마르 오스카르 미게스     |
| RF                 |  | 알시데스 기지아            |
| CF                 |  | 후안 알베르토 스키아피노   |
| LF                 |  | 루벤 모란                  |
| 감독:              |  |                            |
| 후안 로페스 폰타나 |  |                            |

| 브라질:         |  |                            |
|                 |  |                            |
| GK              |  | 모아시르 바르보자 나시멘투 |
| RB              |  | 아우구스투                 |
| CB              |  | 주베나우                   |
| LB              |  | 비고지                     |
| DM              |  | 조제 카를루스 바우에르     |
| DM              |  | 다닐루                     |
| AM              |  | 지지뉴                     |
| AM              |  | 자이르                     |
| RF              |  | 프리아사                   |
| CF              |  | 아데미르                   |
| LF              |  | 치쿠                       |
| 감독:           |  |                            |
| 플라비우 코스타 |  |                            |

마라카낭 경기장에 15만명(비공식 20만명)의 관중이 밀집한 가운데 경기가 시작되었다. 우루과이의 감독 후안 로페스는 브라질의 막강한 공격력과 관중의 분위기에 압도되어 승리가 필요함에도 수비적인 플레이를 하라는 지시를 내렸지만, 우루과이의 주장 옵둘리오 바델라는
"후안은 좋은 감독이지만 이번만큼은 그가 잘못된 판단을 했다. 우리가 수비적으로 나온다면 스페인이나 스웨덴처럼 대패를 당할 것이다."
며 선수들에게 공격적인 플레이를 주문한다. 이 때문에 당연히 우루과이가 수비적으로 나올 것으로 예상했던 브라질 대표팀은 당황했다.
그럼에도 브라질은 압도적인 공격력으로 당시 간판 공격수들이었던 아데미르, 지지뉴, 프리아사 등을 중심으로 시작부터 우루과이에 맹공을 퍼부었다. 쉴새없는 브라질의 슈팅에도 우루과이의 골키퍼 마스폴리는 15개가 넘는 슈팅을 막아내는 활약을 하고, 그에 힘입어 우루과이는 전반전은 0-0로 끝낼 수 있었다.
후반이 시작되고, 브라질은 공격을 퍼부은 끝에 결국 후반 3분 프리아사가 선제골을 넣는데 성공했다. 경기장은 브라질 관중들의 기쁨에 겨운 함성으로 가득찼고, 이젠 전세계 누구도 브라질의 우승을 믿어 의심치 않았다. 하지만 이에 굴하지 않은 옵둘리오 바델라는, 실점 직후
"이제 우리가 본때를 보여줄 때다!"
라고 말하며 선수들의 기운을 복돋았다.
실점에도 불구하고 우루과이의 선수진들은 오히려 더욱 거세게 공격을 퍼부었고, 마침내 후반 21분 후안 알베르토 스키아피노가 동점골을 넣고 후반 34분 알시데스 기지아가 역전골을 넣으며 분위기는 완전히 뒤바뀌었다. 이대로 가면 우루과이가 우승을 차지하는 상황에서 브라질은 마지막 힘을 짜내어 우루과이의 골문을 열려고 시도했으나 모두 허사가 되었고, 결국 경기가 종료되며 우승은 우루과이가 차지했다.

## 경기 후
| 팀       | 승점 | 경기 | 승 | 무 | 패 | 득 | 실 | GAv   |
| -------- | ---- | ---- | -- | -- | -- | -- | -- | ----- |
| 우루과이 | 5    | 3    | 2  | 1  | 0  | 7  | 5  | 1.400 |
| 브라질   | 4    | 3    | 2  | 0  | 1  | 14 | 4  | 3.500 |
| 스웨덴   | 2    | 3    | 1  | 0  | 2  | 6  | 11 | 0.545 |
| 스페인   | 1    | 3    | 0  | 1  | 2  | 4  | 11 | 0.364 |

쥘 리메는 경기가 끝나기 전부터 포르투갈어로 브라질의 승리 연설을 준비하고 있었고, 브라질 축구 연맹은 선수들의 이름이 적힌 22개의 우승 금메달을 만들어 준비하고 있었다. (이 당시만 해도 FIFA는 우승국의 금메달을 준비하지 않았다.) 그러나 우루과이가 우승을 차지하자, 메달들은 결국 모두 폐기 처분되었다. 브라질의 우승 기념곡은 〈승리자 브라질〉("Brasil os vencedores")로 정해졌는데, 브라질이 우승을 놓치게 되자 이 노래 역시 다시는 나오지 않았다. 브라질에서는 예정되어 있던 모든 우승 기념 행사가 순식간에 모조리 취소되었다.
브라질에서는 비기기만 해도 우승인 이 경기에서 역전패하여 결국 우승을 놓치게 되자 전 국민이 격분하였다. 마라카낭 경기장에서는 관중 중 절반인 약 10만명이 밤새도록 스탠드에 앉아 통곡하였으며, 브라질 전역에 전국적으로 조기 및 반기가 게양되었고, 수십명이 권총으로 자살까지 함으로써(일명 권총 자살) 자살자들이 속출하였다.
특히, 이 경기에서 브라질이 우루과이에 역전패한 것에 대한 울분을 참지 못한 브라질 사람들이 폭동을 일으키는 바람에 곳곳에서 사고가 발생했으며, 이 험악한 분위기 때문에 우루과이 국가대표팀은 쥘 리메 컵 수상식을 대충 진행하고 바로 경기장을 서둘러 빠져 나와 귀국하였다.
브라질 축구 연맹은 이 경기 이후 이제까지 사용하던 유니폼을 모두 소각하고 초록색 선과 노란색의 티셔츠, 파란색의 반바지 유니폼으로 새롭게 교체했다. 교체 이전의 브라질 축구 국가대표팀의 유니폼 색은 상의, 하의, 스타킹 모두 흰색에 파란색 목둘레 칼라가 적용되었으며 현재의 브라질 축구 국가대표팀 유니폼의 색깔은 그 당시 교체되었던 그 색깔이다. 특히, 이 경기에서 브라질 대표팀의 골키퍼를 담당했던 모아시르 바르보자 나시멘투는 은퇴 후에도 50년 간 괴롭힘을 당해오며 살다가 2000년 4월 7일에 세상을 떠났는데, “브라질에서는 아무리 중대한 범죄를 저질러도 징역 30년형 이상에 처하지 않는데 나는 (1950년에 있었던) 우루과이와의 경기 이후에 50년 동안 죄인으로 살아왔다.”라는 유언을 남기기도 하였다.
마라카낭의 비극으로 인해 브라질 축구 국가대표팀은 유니폼 색깔을 완전히 갈아치웠다. 이 경기에서 브라질 축구 국가대표팀은 흰색 상의와 흰색 하의를 착용했으나 마라카낭의 비극으로 인해 이 경기에서 뛸 때 입었던 유니폼을 모조리 소각하고 유니폼 색상을 현재의 노란색 상의와 파란색 하의로 교체시켰다.
마라카낭의 비극이 일어난 지 64년이 지난 후인 2014년 FIFA 월드컵에서 브라질은 이 비극보다 훨씬 더 치욕적인 패배를 겪게 된다. 미네이랑 경기장에서 치러진 독일과의 4강전 경기에서 브라질은 전반 29분 동안 독일에게 5골을 허용한 끝에 1 - 7로 대패하며 마라카낭으로 돌아오지 못했다. 그리하여 나오게 된 미네이랑의 비극은 마라카낭의 비극에 이어 브라질 축구 역사상 최악의 경기에 그 이름을 올리게 되었다.
그로부터 2년 후, 2016년 하계 올림픽 남자 축구 결승전에서 같은 상대인 독일을 이기고 미네이랑의 비극을 되갚으며 역사상 첫 올림픽 금메달을 획득하였다.

## 같이 보기
- 브라질 대 독일 (2014년 FIFA 월드컵)
- 안드레스 에스코바르